# Xu Huiyan
Xu Huiyan (9 ottobre 2005) è una sincronetta cinese.

## Palmarès
- Mondiali

Doha 2024: bronzo nel solo tecnico.
Singapore 2025: oro nel solo tecnico, nella gara a squadre (programma libero), nella gara a squadre (programma tecnico) e nel libero combinato, argento nel solo libero.
- Mondiali giovanili:

Lima 2024: oro nel solo tecnico, nella gara a squadre programma libero e nella gara a squadre programma tecnico e argento nel duo programma libero e bronzo nel solo libero.

### Coppa del Mondo
- 18 podi:
  - 13 vittorie (7 nella gara individuale, 1 nel duo e 5 nella gara a squadre)
  - 4 secondi posti (1 nel duo e 3 nella gara individuale)
  - 1 terzo posto (1 nella gara individuale)

#### Coppa del mondo - vittorie
| Data           | Luogo    | Paese    | Disciplina      |
| -------------- | -------- | -------- | --------------- |
| 5 aprile 2024  | Pechino  | Cina     | Solo tecnico    |
| 5 aprile 2024  | Pechino  | Cina     | Team tecnico    |
| 6 aprile 2024  | Pechino  | Cina     | Solo libero     |
| 31 maggio 2024 | Markham  | Canada   | Team tecnico    |
| 1 giugno 2024  | Markham  | Canada   | Solo libero     |
| 5 luglio 2024  | Budapest | Ungheria | Solo tecnico    |
| 1 maggio 2025  | Markham  | Canada   | Solo tecnico    |
| 2 maggio 2025  | Markham  | Canada   | Solo libero     |
| 13 giugno 2025 | Xi'an    | Cina     | Solo tecnico    |
| 13 giugno 2025 | Xi'an    | Cina     | Duo tecnico     |
| 13 giugno 2025 | Xi'an    | Cina     | Team tecnico    |
| 14 giugno 2025 | Xi'an    | Cina     | Team libero     |
| 15 giugno 2025 | Xi'an    | Cina     | Team acrobatico |